# Schweizerische Industrie Gesellschaft
 (novembre 2021).
Si vous disposez d'ouvrages ou d'articles de référence ou si vous connaissez des sites web de qualité traitant du thème abordé ici, merci de compléter l'article en donnant les références utiles à sa vérifiabilité et en les liant à la section « Notes et références ».
Pour les articles homonymes, voir SIG.
Schweizerische Industrie Gesellschaft (Société industrielle suisse), ou SIG, est une société suisse basée à Neuhausen dans le canton de Schaffhouse. La société fut fondée en 1853 par Friedrich Peyer im Hof, Heinrich Moser et Conrad Neher.
Depuis sa création, l'activité industrielle de SIG pendant plus de 150 ans a couvert différents domaines : ferroviaire, armement et conditionnement.
Depuis l'année 2000, la société a modifié sa stratégie et se focalise à nouveau sur ses compétences dans la technologie d'emballage. Aujourd'hui SIG est une société axée sur l'emballage et les machines d'emballage, bien implantée dans les industries agroalimentaire.
En 2004, la division packaging de SIG a été rachetée par Bosch.

## Division ferroviaire

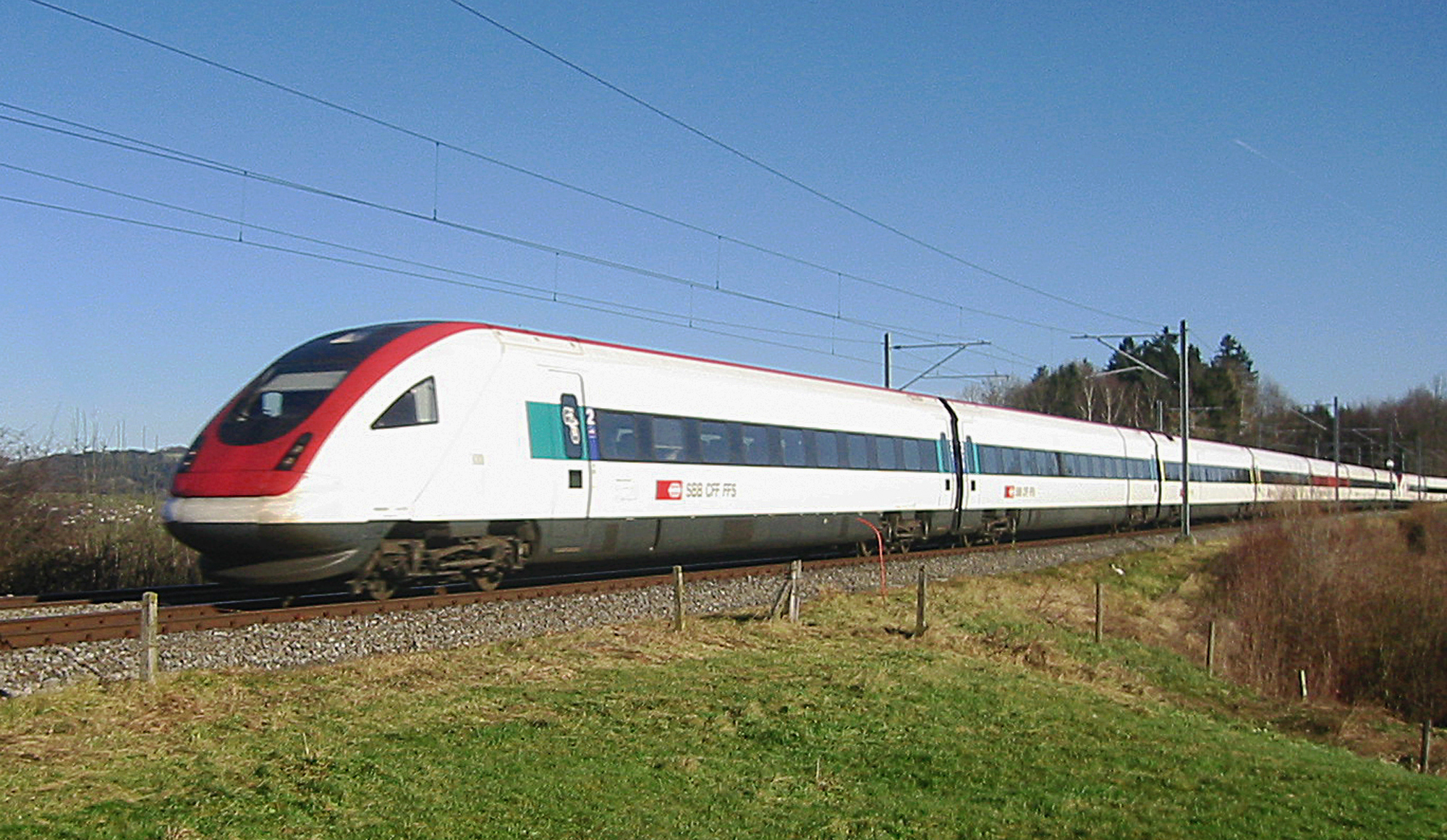
SBB RABDe 500

En 1853, SIG a été fondé comme un fabricant de matériels roulants de chemin de fer.
À la fin des années 1970, SIG était un de deux constructeurs du dernier tramway de Toronto au Canada, le CLRV L1. Seules les cinq premières voitures CLRV ont été faites par SIG, le reste par UTDC (repris par Bombardier).
La branche de chemin de fer de SIG a été vendue en 1995 à la filiale ferroviaire du Fiat Group, Fiat Ferroviaria. La société a participé activement au développement du système d'inclinaison du train pendulaire à grande vitesse RABDe 500 en 1998.
En 2000, Fiat Ferroviaria a été cédée au français Alstom. Aujourd'hui, les ateliers de Neuhausen ne fabriquent que quelques éléments.

## Division Automobile
De 1918 à 1955, plusieurs tentatives ont été faites pour produire des véhicules.
- MF-Cycle-Car [3]

## Division packaging/emballage

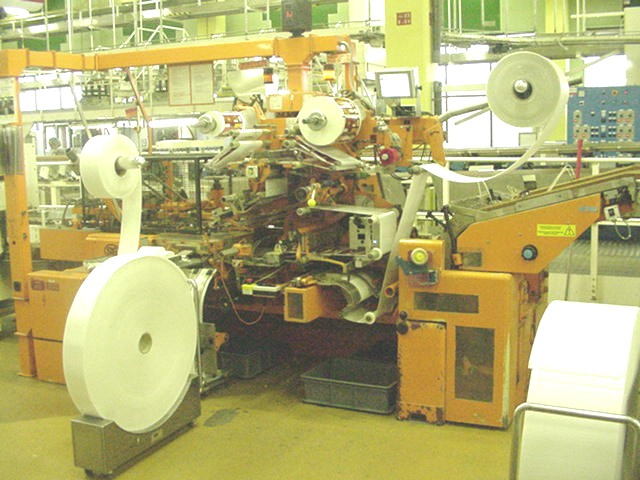
Machine d'emballage Empaqueteuse SIG type GRA100 pour l'industrie agroalimentaire - Cadence : 100 paquets par minute

Les premières machines d'emballage ont été produites en 1906 pour le compte de la société Sapal (Société Anonyme des Plieuses Automatiques) basée à Lausanne en Suisse.
La plupart des équipements d'emballage de SIG étaient concentrés sur des produits alimentaires secs comme les chocolats, les biscuits et la confiserie. En 1989, par l'acquisition de PKL de Linnich en Allemagne, SIG est entrée dans le domaine de l'emballage liquide aseptique. Cette division est connue sous le nom de SIG Combibloc.
En 2000, SIG se recentre sur la technologie pour l'emballage agroalimentaire et des boissons. À ce moment-là, beaucoup de leurs marchés traditionnels avaient été perdus. La gestion de l’entreprise était fragilisée en raison des sorties d’argent pour le rachat des sociétés Doboy Packaging aux États-Unis, Krupp Kunstofftechnik (marques Corpoplast/Blowtec/Kautex) et Hamba en Allemagne, Ryka Blow Molds au Canada et une partie du conglomérat italien Sasib.
Les affaires concernant l’agroalimentaire ont été organisées sous la division SIG Pack, tandis que les affaires concernant l’emballage des boissons ont formé SIG Beverages. L'emballage liquide aseptique est resté séparé sous SIG Combibloc.
Cette stratégie était destinée à fournir aux clients des solutions clés en main pour des lignes d'embouteillage ou des lignes d'emballage.
Les difficultés intégrant des affaires et de cultures industrielles différentes ont commencé à égrener les marges opérationnelles. En particulier, des échecs d'installation qui auraient dû être profitable à SIG Beverages en 2003 et 2004 ont en fin de compte abouti à l'érosion de leurs clients et les résultats financiers en souffrirent.
Focalisant à nouveau principalement sur l’emballage aseptisé et le moulage de bouteille en PET, plusieurs désengagements de sociétés ont suivi. Les sociétés Simonazzi, Alfa et Meyer/Mojonnier sont vendues à Tetra Laval en 2005, tandis que Hamba et Blowtec sont entrés aux mains de groupes d'investisseurs privés.
Les affaires d'emballage d’agroalimentaires ont été vendues à Bosch en 2004.
Aujourd'hui SIG consiste en deux divisions : SIG Combibloc et SIG Beverages, qui se concentrent sur les machines et matériels pour l’emballage aseptisé en carton pour la première et l'emballage en film plastique pour la seconde.

## Division armement
À partir de 1860, SIG devient aussi un fabricant suisse d'armes à feu. SIG équipe notamment l'armée suisse et celle d'autres pays.
En 1976, SIG s'est mis en partenariat avec l'entreprise allemande Sauer & Sohn pour former la société SIG Sauer GmbH.
En 1985, SIG Sauer exporte ses produits aux États-Unis sous le nom de SIGARMS, une société américaine avec laquelle elle est partenaire.
En 2000, SIG vend sa division armement SIG Arms AG à un groupe d'investisseurs allemands qui la renomme Swiss Arms.

### Quelques fabrications

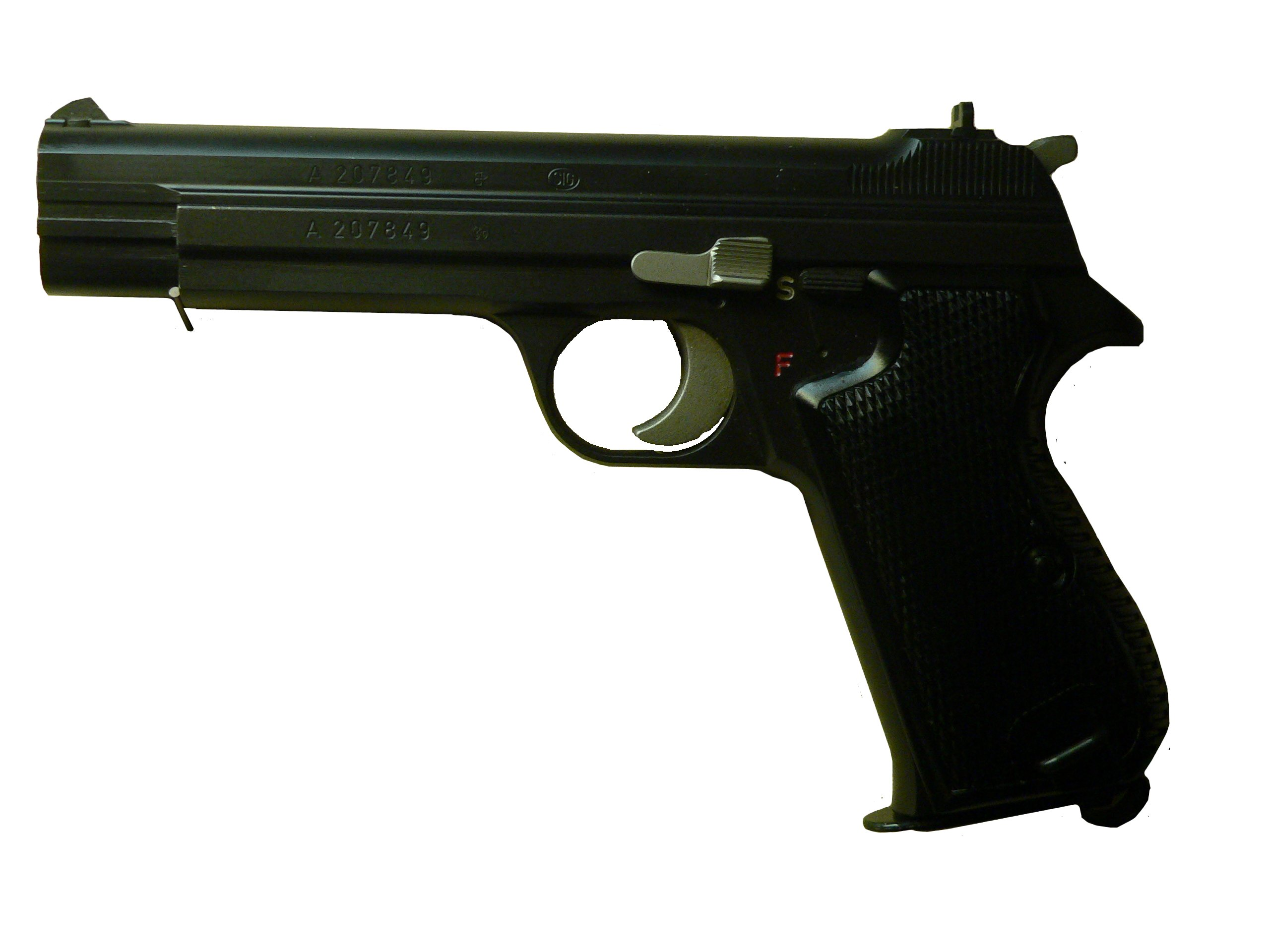
Pistolet Sig P210

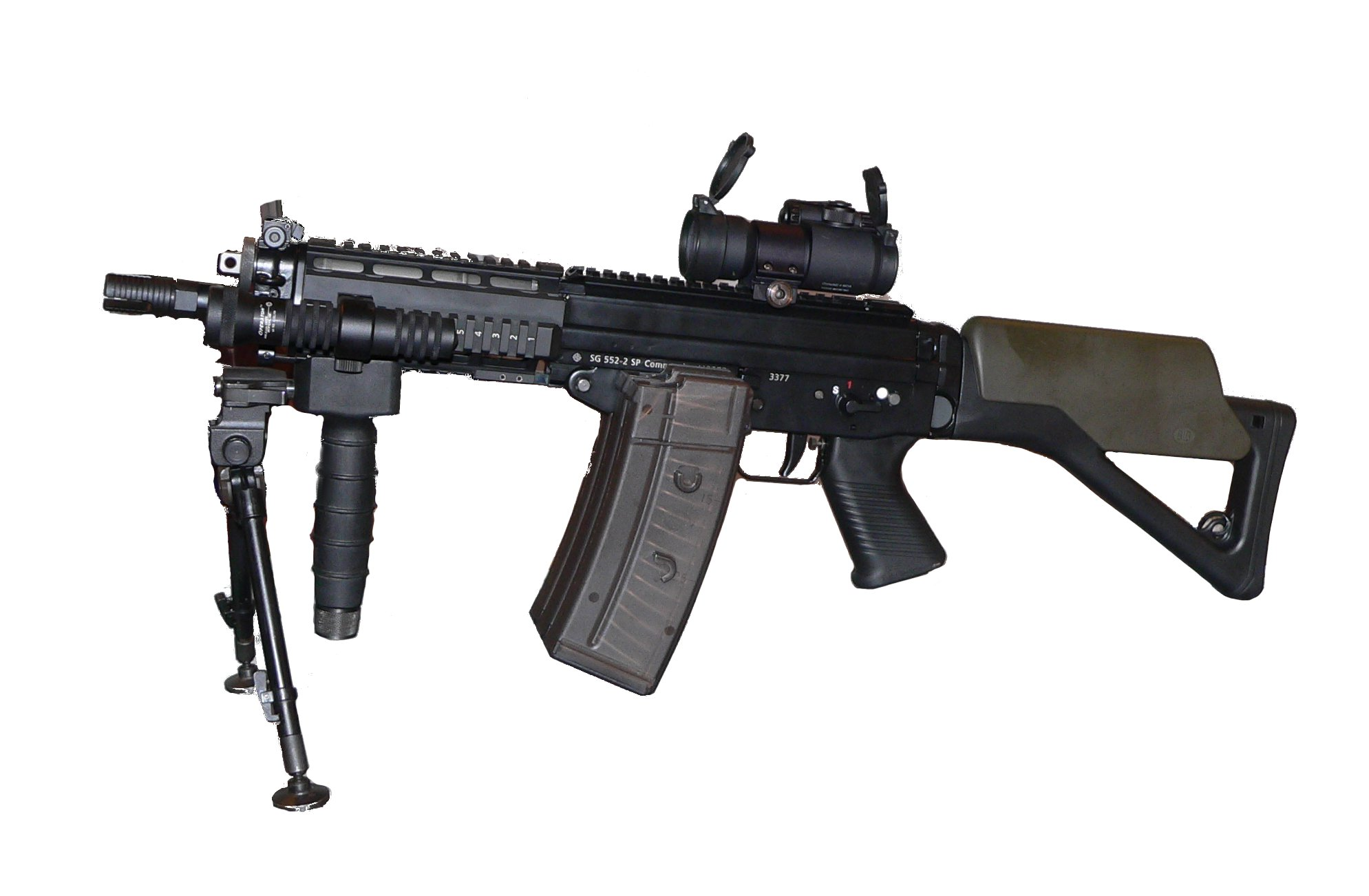
Fusil d'assaut SIG-552

- Pistolets
  - SIG P210
  - Sig-Sauer P220
  - Sig-Sauer P225
  - Sig-Sauer P226
  - Sig-Sauer P228
  - Sig-Sauer P239
  - Sig-Sauer P245
  - Sig-Sauer SP 2022
  - SIG-Sauer Pro
- Pistolets mitrailleurs
  - SIG MP41
  - SIG MP44
  - SIG MP310

- Fusils d'assaut
  - SIG Stgw 57
  - Sig 540/542/543
  - Sig-550
  - Sig-551
  - Sig-552
  - Sig-556
  - Sig MCX
- Mitrailleuses
  - SIG KE7
  - SIG MGM50
  - SIG MG710